# Cyrtanthus staadensis
Cyrtanthus staadensis är en amaryllisväxtart som beskrevs av Selmar Schönland. Cyrtanthus staadensis ingår i släktet Cyrtanthus, och familjen amaryllisväxter. Inga underarter finns listade i Catalogue of Life.